# Louis de Niverville
 Louis de Niverville (né le 7 juin 1933 à Andover et mort le 11 février 2019 à Oakville) est un peintre canadien.

## Biographie
Né le 7 juin 1933 à Andover au Royaume-Uni d'une famille de 13 enfants, il est un peintre autodidacte qui a travaillé de 1957 à 1963 comme graphiste pour la Canadian Broadcasting Corporation. Son père Albert de Niverville et sa mère Éméla Noel possédaient tous deux une étable familiale. À cette époque, il a notamment collaboré avec Graham Coughtry et Dennis Burton, deux autres artistes peintres canadiens. Le point tournant de sa carrière fut, en 1966-67, lorsqu'il peignit une murale pour l'Expo 67. Il résidait depuis 1988 à Vancouver avant son décès. Avec la collaboration de Joan Murray, il a écrit un livre en 1978 sous le nom de "Louis de Niverville: Retrospective". Il a effectué trois expositions personnelles "Rétrospective" dont la première et la plus grande s'est passé en 1978 et 1979 dans 14 galeries à travers le Canada sur 20 années de sa vie. La seconde s'est passée en 1997 et était une exposition de collages. Enfin, en 2007, il effectue une dernière exposition de ce type à la Ingram Gallery de Toronto pour son 50e anniversaire en tant qu'artiste. Il est mort après une longue bataille de 6 mois contre le cancer du cerveau et des poumons.

## Œuvres
Certaines de ses œuvres peuvent être notamment retrouvées au Robert McLaughlin Gallery, à Oshawa. De plus, une de ses murales a été acquise par la ville de Toronto et est présentement dans la station de métro Spadina. Ses œuvres sont aussi retrouvées dans les collections privées de Xerox Canada, de l'Hôpital Général de Vancouver, du Musée des beaux-arts de l'Ontario, du Hirshhorn Museum and Sculpture Garden, du Musée des beaux-arts de Montréal, du Musée d'art contemporain de Montréal, du Musée des beaux-arts du Canada et de plusieurs universités.
- Mother and Child, 1970, (Galerie Robert McLaughlin), Huile sur toile
- Collage 14, 1973, Huile sur panneau de fibre de bois, Musée national des beaux-arts du Québec[6]
- Lannan Foundation Mural, 1979, Palm Beach, Murale
- Rome Was Built in a Day, 1983, (Collection privée)

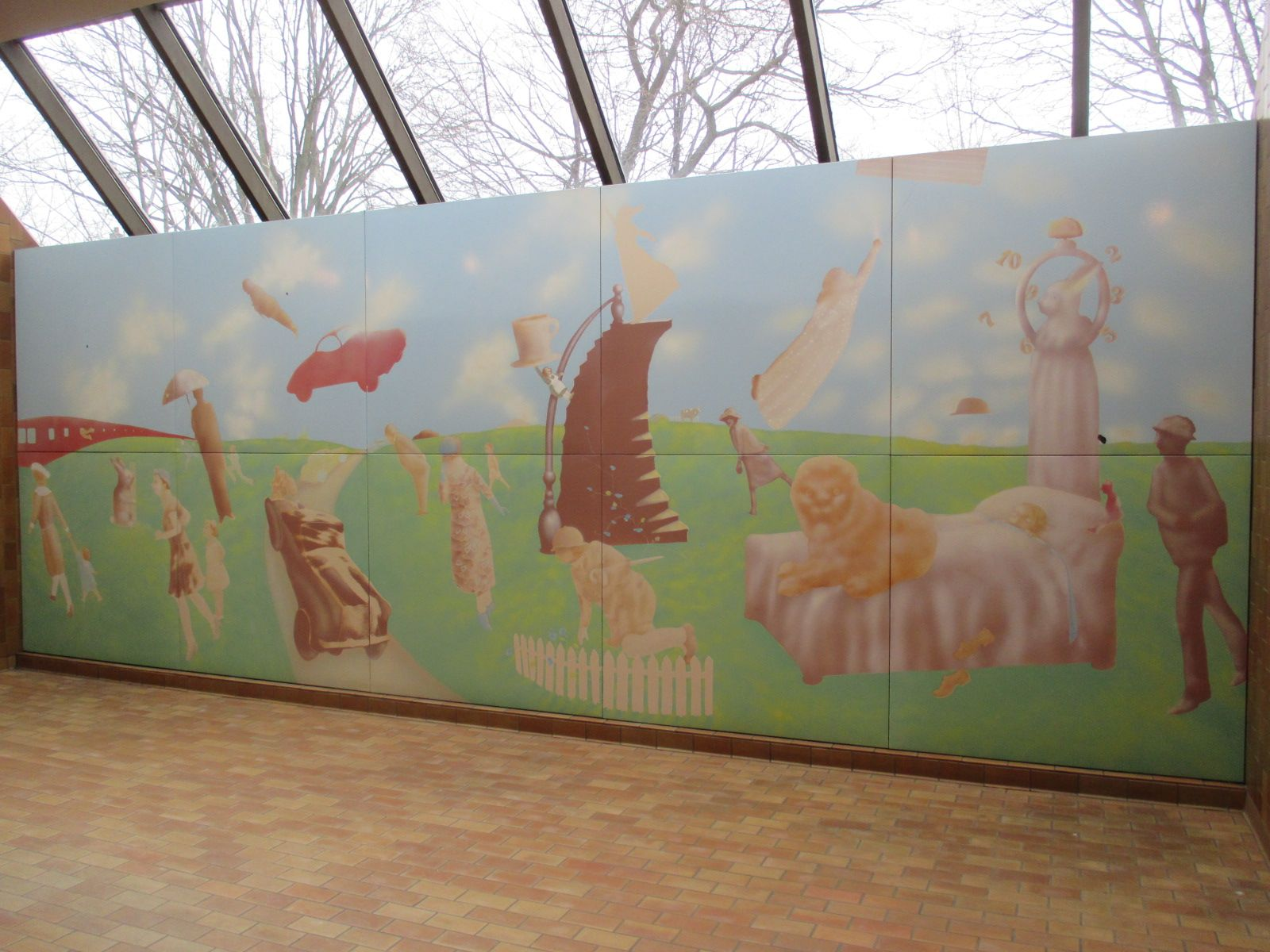
Murale: Station de métro, Spadina, 1973, Toronto

- Murale:  Station de métro, Spadina, 1973, TorontoMural for Cineplex Odeon Theatre, 1987, Etobicoke, Murale
- Mural for Toronto Hospital for Sick Children, 1993, Toronto, Murale
- Bentall Centre Mural, 1995, Vancouver, Murale
- Mural for The Works, 1996, Edmonton, Murale

## Honneurs
- Prix Victor-Martyn-Lynch-Staunton (1982)